# Kolomza
Kolomza este un sat din comuna Ulcinj, Muntenegru. Conform datelor de la recensământul din 2003, localitatea are 249 de locuitori (la recensământul din 1991 erau 372 de locuitori).

## Demografie
În satul Kolonza locuiesc 182 de persoane adulte, iar vârsta medie a populației este de 38,3 de ani (37,3 la bărbați și 39,5 la femei). În localitate sunt 63 de gospodării, iar numărul mediu de membri în gospodărie este de 3,95.
Populația localității este foarte eterogenă.
|  |

| Demografie | Demografie | Demografie |
| An         | Locuitori  | Locuitori  |
| ---------- | ---------- | ---------- |
|            |            |            |
|            |            |            |
|            |            |            |
|            |            |            |
| 1948       | 295        |            |
| 1953       | 308        |            |
| 1961       | 329        |            |
| 1971       | 363        |            |
| 1981       | 430        |            |
| 1991       | 372        | 287        |
| 2003       | 294        | 249        |

| \| Componența etnică conform recensământului din 2003[2] \| Componența etnică conform recensământului din 2003[2] \| Componența etnică conform recensământului din 2003[2] \| Componența etnică conform recensământului din 2003[2] \| Componența etnică conform recensământului din 2003[2] \| \| ----------------------------------------------------- \| ----------------------------------------------------- \| ----------------------------------------------------- \| ----------------------------------------------------- \| ----------------------------------------------------- \| \| \| \| \| \| \| \| Albanezi \| Albanezi \| \| 141 \| 56,62% \| \| Muntenegreni \| Muntenegreni \| \| 25 \| 10,04% \| \| Musulmani \| Musulmani \| \| 15 \| 6,02% \| \| Sârbi \| Sârbi \| \| 1 \| 0,4% \| \| necunoscută \| necunoscută \| \| 67 \| 26,9% \| |              |  |     |        |
| Componența etnică conform recensământului din 2003 |              |  |     |        |
| |              |  |     |        |
| Albanezi | Albanezi     |  | 141 | 56,62% |
| Muntenegreni | Muntenegreni |  | 25  | 10,04% |
| Musulmani | Musulmani    |  | 15  | 6,02%  |
| Sârbi | Sârbi        |  | 1   | 0,4%   |
| necunoscută | necunoscută  |  | 67  | 26,9%  |